# Wildfire (Rachel Platten)
Wildfire è il terzo album in studio della cantautrice statunitense Rachel Platten, pubblicato il 1º gennaio 2016 dalla Columbia Records.

## Promozione
Il 19 febbraio 2015 è stato pubblicato il singolo Fight Song, estratto dall'omonimo EP di Platten; ha riscosso un ottimo successo globale, riuscendo a capeggiare le classifiche britanniche. Stand by You è stato invece pubblicato come singolo principale dall'album l'11 settembre 2015. Ha raggiunto la posizione numero 91 della Billboard Hot 100.
Al fine di promuovere il disco, è partito il The Wildfire Tour in data 26 febbraio 2016 con prima tappa a Dallas, in Texas.

## Tracce
1. Stand by You – 3:39 (Rachel Platten, Jack Antonoff, Joy Williams, Matt Morris)
2. Hey Hey Hallelujah (featuring Andy Grammer) – 2:56
3. Speechless – 3:19
4. Beating Me Up – 3:09 (Platten, Rune Westberg)
5. Fight Song – 3:24 (Platten, Dave Bassett)
6. Better Place – 2:56
7. Lone Ranger – 3:10 (Platten, Brian West)
8. You Don't Know My Heart – 3:34 (Platten, Rob Hawkins)
9. Angels in Chelsea – 3:56
10. Astronauts – 3:37 (Platten, Bassett)
11. Congratulations – 3:46 (Platten, Scott Jacoby)
12. Superman – 3:22 (Platten, Lindy Robbins, Chris DeStefano)

Tracce bonus nella versione Target
1. Lonely Planet
2. Stand by You (Acoustic Version)
3. Speechless (Acoustic Version)